# ماجراهای راننده تاکسی
ماجراهای راننده تاکسی (انگلیسی: Adventures of a Taxi Driver) یک کمدی سکسی بریتانیایی به کارگردانی استنلی لانگ است که در سال ۱۹۷۶ منتشر شد.

## بازیگران
- بری اونز
- جودی گیسون
- دایانا دورس
- لیز فریزر
- ایان لوندر
- رابرت لیندسی
- استفان لوئیس
- هنری مک‌گی
- آنجلا اسکولار
- آنا برگمان
- برایان وایلد